# Handbollförbundet Väst
Handbollförbundet Väst bildades 1947, då under namnet Göteborgs Handbollförbund (GHF). Förbundet arbetar för att bredda och utveckla handbollen, framförallt i sitt distrikt (från Strömstad ned till Hallandsgränsen), men även nationellt och internationellt.